# Josef Meyer zu Schlochtern
Josef Meyer zu Schlochtern (* 15. Juni 1950 in Laer) ist ein deutscher römisch-katholische Priester, Theologe sowie Professor Emeritus und ehemaliger Rektor der Theologischen Fakultät Paderborn.

## Leben
Josef Meyer zu Schlochtern studierte die Fächer Katholische Theologie und Philosophie an der Philosophisch-Theologischen Hochschule Sankt Georgen sowie am Allen Hall Seminary, dem Priesterseminar der Kirchenprovinz Westminster in London, am St Edmund’s College in Ware, an der Universität Regensburg und an der Westfälischen Wilhelms-Universität Münster. 1978 wurde er an der Universität Regensburg zum Doktor der Theologie promoviert. Im Jahre 1980 empfing er das Sakrament der Priesterweihe und war anschließend als Gemeindeseelsorger in Osnabrück tätig. Ab 1984 wirkte er als Geistlicher Rektor und Referent in der Katholisch-Sozialen Akademie des Bistums Osnabrück, dem Ludwig-Windthorst-Haus in Lingen. 1991 habilitierte er sich an der Ruhr-Universität Bochum.
1992 folgte er einem Ruf auf die Professur für Fundamentaltheologie, Vergleichende Religionswissenschaft und Konfessionskunde an der Philosophisch-Theologischen Hochschule in Paderborn. Josef Meyer zu Schlochtern war mehrfach Rektor der Theologischen Fakultät Paderborn (1998–2000; 2002–2003; 2013–2015), wo er 2020 emeritiert wurde.
Ein Forschungsschwerpunkt Meyer zu Schlochterns ist die Beziehung von ästhetischen und religiösen Erfahrungen unter besonderer Berücksichtigung der Wirkung zeitgenössischer Kunstwerke in Sakralräumen.
Seit 1998 ist er Mitherausgeber der Reihe „Paderborner Theologische Studien“. Josef Meyer von Schlochtern ist Mitglied der Görres-Gesellschaft.

## Schriften
- Glaube – Sprache – Erfahrung. Zur Begründungsfähigkeit der religiösen Überzeugung. Lang, Frankfurt 1978.
- Sakrament Kirche. Wirken Gottes im Handeln der Menschen. Herder, Freiburg 1992.
- Geistliche und weltliche Macht. Das Paderborner Treffen 799 und das Ringen um den Sinn von Geschichte. Schöningh, Paderborn 2000.
- Intervention. Autonome Gegenwartskunst in sakralen Räumen. Schöningh, Paderborn 2006.
- als Herausgeber mit Roman Siebenrock: Wozu Fundamentaltheologie? Zur Grundlegung der Theologie im Anspruch von Glaube und Vernunft. Schöningh, Paderborn 2009.
- als Herausgeber: Kirche, Kunst, Kontroversen. Der Streit um die kirchlichen Begleitausstellungen zur Documenta. Schöningh, Paderborn 2014.
- als Herausgeber: Die Jesuitenuniversität in Paderborn. Dokumente zur Gründung und Frühgeschichte der Academia Theodoriana. Schöningh, Paderborn 2022.

## Ehrungen und Auszeichnungen
- 2017: Verdienstorden des Landes Nordrhein-Westfalen[2][3]